# 2001년 로스앤젤레스 영화 비평가 협회상
제27회 로스앤젤레스 영화 비평가 협회상은 2001년 12월 15일에 열린 시상식이다.

## 수상 및 후보

### 작품상
- 침실에서

### 감독상
- 멀홀랜드 드라이브 - 데이빗 린치 수상

### 남우주연상
- 트레이닝 데이 - 덴젤 워싱턴 수상

### 여우주연상
- 침실에서 - 씨씨 스페이식 수상

### 남우조연상
- 아이리스, 물랑 루즈 - 짐 브로드벤트 수상

### 여우조연상
- 아이리스 - 케이트 윈슬렛 수상

### 각본상
- 메멘토 - 크리스토퍼 놀란 수상

### 촬영상
- 그 남자는 거기 없었다 - 로저 디킨스 수상

### 미술상
- 물랑 루즈 - 캐서린 마틴 수상

### 음악상
- 반지의 제왕 - 반지 원정대 - 하워드 쇼어 수상

### 외국어영화상
- 무인지대

### 다큐멘터리상
- 이삭줍는 사람들과 나

### 애니메이션상
- 슈렉 - 앤드류 애덤슨 수상

### 독립영화상
- 비버 트릴러지 - 트렌트 해리스 수상

### 신인상
- 헤드윅 - 존 카메론 미첼 수상

### 공로상
- 엔니오 모리꼬네 수상

### 특별공헌상
- 조 그랜트 수상